# Apomempsoides
Apomempsoides är ett släkte av skalbaggar. Apomempsoides ingår i familjen långhorningar.
Kladogram enligt Catalogue of Life:
| Apomempsoides | \| \| Apomempsoides parva \| \| \| \| \| \| Apomempsoides trispinosa \| \| \| \| |
|               | \| \| Apomempsoides parva \| \| \| \| \| \| Apomempsoides trispinosa \| \| \| \| |
|               | Apomempsoides parva                                                              |
|               |                                                                                  |
|               | Apomempsoides trispinosa                                                         |
|               |                                                                                  |